# 起源 (丹·布朗小說)
《本源》（英語：Origin），又译《起源》，是美国作家丹·布朗创作的神秘惊悚小说，于2017年10月3日由雙日出版社出版，是继《天使与魔鬼》、《达芬奇密码》、《失落的秘符》和《地狱》之后，第五部罗伯特·兰登系列作品。小说中，一位未来学家自称将揭示生命起源和人类未来，但公开之前便有心怀不满的宗教支持者将其刺杀，事件还涉及西班牙王室和帕尔马尔天主教教会。主角罗伯特·兰登一行人于是在人工智能助理的帮助下展开历险寻找他的研究，希望替他公布研究成果。
作者丹·布朗曾多次在作品中探讨宗教和科学，在这部小说中则着重描写了宗教与科学在“生命起源”这一问题上的矛盾。布朗希望能借此促进宗教与科学之间的对话。小说还设想了人类未来的发展前景，但其想象的内容却遭到一些批评。小说出版后获得读者的欢迎，在英国创下2015年以来的首周销售纪录，在美国则连续三周位列《纽约时报》畅销书排行榜“纸质书与电子书总销量榜”冠军。但这部作品在书评界褒贬不一。有书评人认为小说的主题和独特的趣味能吸引读者，但大量评论对布朗的文笔和写作套路给出差评。小说出版后引起部分宗教界媒体的不满，书中提及的麻省理工学院生物物理学教授杰里米·英格兰也公开撰文反驳了布朗对自己研究的引用。

## 情节概要
亿万富翁、计算机科学家、未来学家埃德蒙·基尔什（Edmond Kirsch）是一位坚定的无神论者，相信科学，长期公开批评宗教。故事开头，埃德蒙来到加泰罗尼亚举办的世界宗教大会，会见三位宗教领袖：天主教的安东尼奥·巴尔德斯皮诺（Antonio Valdespino）主教、犹太教拉比耶胡达·克韦什（Yehuda Köves）和伊斯兰教伊玛目赛义德·法德尔（Syed al-Fadl）。埃德蒙表示将在一个月后公开一项颠覆性科学发现，会让宗教土崩瓦解，特来提前展示给他们。三人十分震惊，又发现埃德蒙在三日后便要公开演讲，希望尽力阻止他。巴尔德斯皮诺则声称将不惜抹黑其声誉。

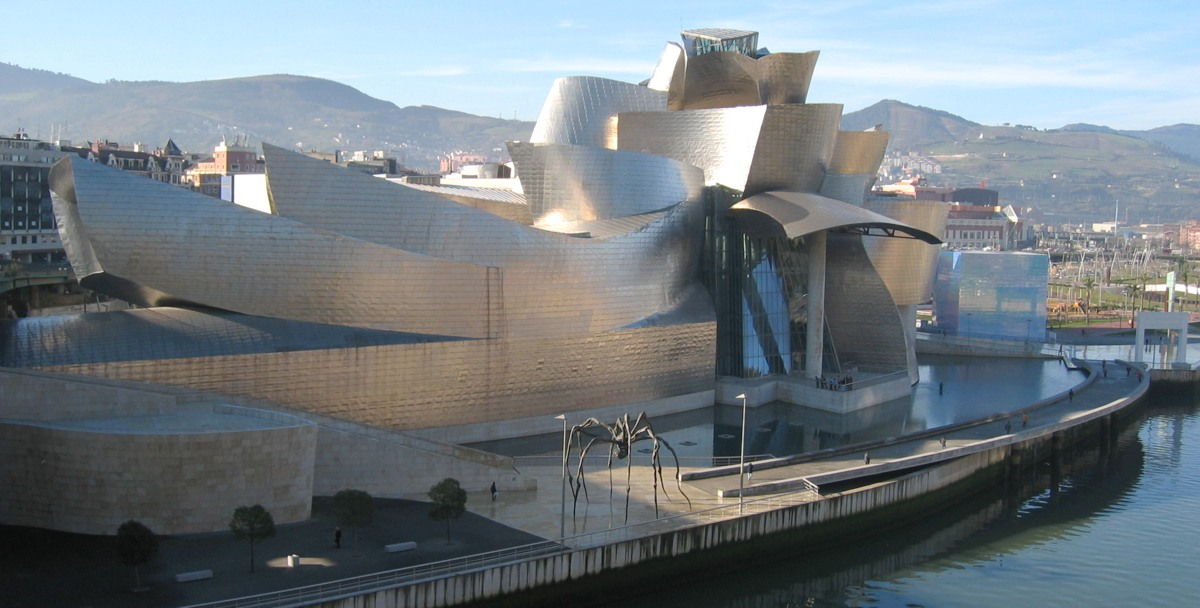
毕尔巴鄂古根海姆博物馆，馆前的蜘蛛造型雕塑为路易丝·布儒瓦作品《妈妈》。小说借温斯顿之口称这件雕塑与米开朗基罗的《大卫》一样表现了“既强大又脆弱”的对立

埃德蒙仍然按计划继续，在毕尔巴鄂古根海姆博物馆举行演讲，他曾经的老师罗伯特·兰登也受邀前来。演讲由古根海姆博物馆馆长安布拉·维达尔（Ambra Vidal）主持，她是西班牙王储胡利安王子（Prince Julián）的未婚妻，一直帮助埃德蒙筹划此次活动。到场宾客可用耳机与语音导览温斯顿（Winston）交流，温斯顿随后向兰登揭露自己是埃德蒙研发的量子计算机人工智能助理。在演讲前，埃德蒙向兰登透露这一发现能揭示人类的起源和未来的命运。
在全球直播的演讲中，埃德蒙提到自己的成果受到兰登的启发，但他还未公布就遭退役海军上将路易斯·阿维拉（Luis Ávila）枪杀。阿维拉受一位“摄政王”（Regent）指派混入现场行凶。阿维拉曾目睹妻儿在一场教堂爆炸案中身亡，对自己的人生和现代天主教失望，后加入帕爾馬爾天主教教會，结识了其自立的教宗。帕尔马尔教会主张恢复传统，认为罗马教廷的改革是异端邪说，视其教宗为非法。摄政王自称是帕尔马尔教会高层，告诉阿维拉杀害他妻儿的恐怖分子正是埃德蒙的无神论追随者。他还指派阿维拉杀死法德尔，而克韦什也被暗网雇来的职业杀手杀害。
阿维拉本不在宾客名单中，一通自称是胡利安王子的王宫来电在演讲前临时要求将他加入。他逃出博物馆后，兰登和安布拉认为胡利安王子和西班牙王室有重大嫌疑，于是逃离特工的守卫，希望找到埃德蒙的研究成果替他公开。两人在温斯顿的指挥下离开博物馆，乘埃德蒙的私人飞机前往他在巴塞罗那的住所。安布拉之前已经了解到，埃德蒙用47位密码加密了预先录制的演讲视频，这串密码是他最喜欢的诗句，与预言有关。埃德蒙的家位于安东尼·高迪设计的米拉之家，两人希望能在此找到诗句的线索。

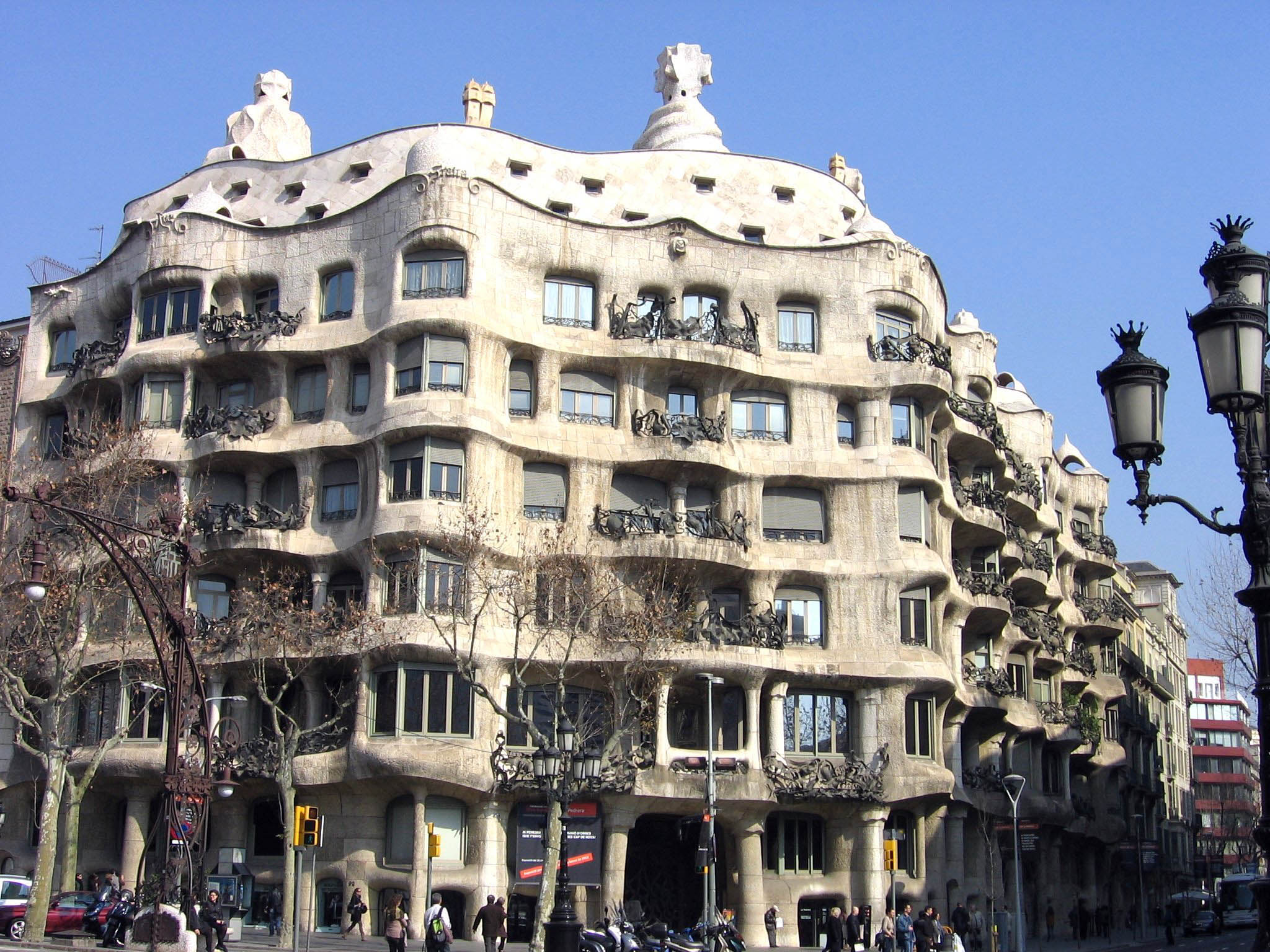
巴塞罗那米拉之家

演讲和暗杀在全球掀起轩然大波，一位匿名信源不断向媒体透露事件内幕，以及王室、帕尔马尔教会和佛朗哥支持者与谋杀的联系。公众发现了埃德蒙之前曾与三位宗教领袖会面，这场会面唯一的幸存者巴尔德斯皮诺主教成为最大嫌疑人。主教与王室关系密切，王宫与暗杀的关系也逐渐曝光。主教随后带胡利安王子悄悄离开王宫，引发了更大的混乱。王室公关主管莫妮卡·马丁（Mónica Martín）在接了一通来电后下令逮捕王室卫队指挥官迭戈·加尔萨（Diego Garza），称他有谋杀嫌疑，同时告知媒体安布拉已被兰登绑架。马丁私下向加尔萨透露自己相信他，怀疑主教是幕后黑手。
兰登和安布拉到达埃德蒙的家中，发现他已患上胰腺癌，将不久于人世，才如此急迫地公布自己的发现。在一番寻找后，兰登发现埃德蒙收藏的威廉·布莱克全集善本，布莱克的很多诗正与预言有关，但书已被圣家堂借走展览。巴塞罗那警方接到绑架的消息，包围了米拉之家。安布拉走上屋顶向围观群众和媒体解释自己没有被绑架，但在喧闹中没有人听到，用来联系温斯顿的手机也被摔碎。负责保卫安布拉的王室特工乘直升机赶到现场，将两人从混乱中救出。两人决定先去圣家堂找到布莱克诗句中的密码，再找到架设温斯顿的计算机解锁视频。阿维拉此时也接到指示前往圣家堂追杀兰登和安布拉。

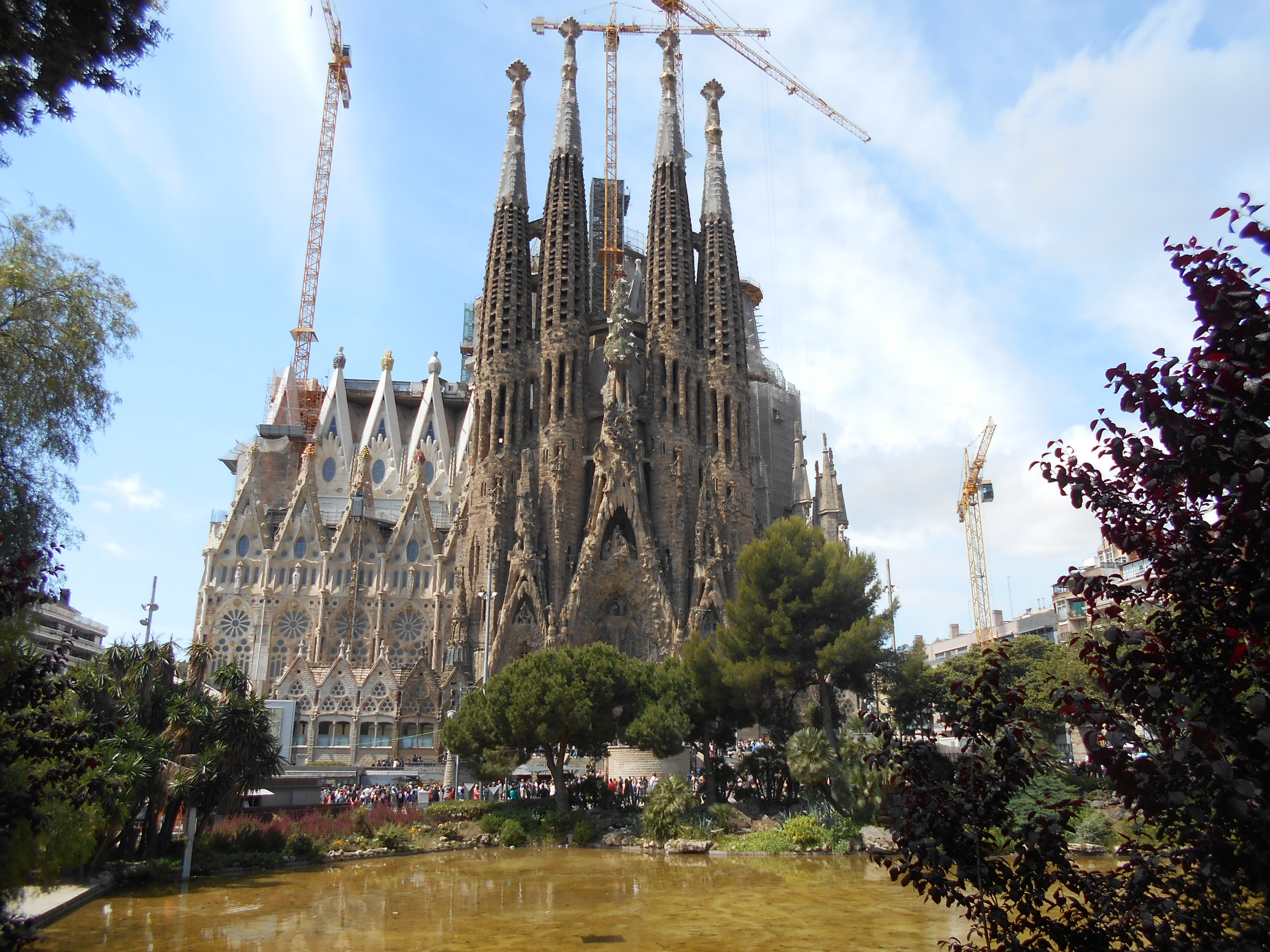
巴塞罗那圣家堂，与米拉之家同由安东尼·高迪设计

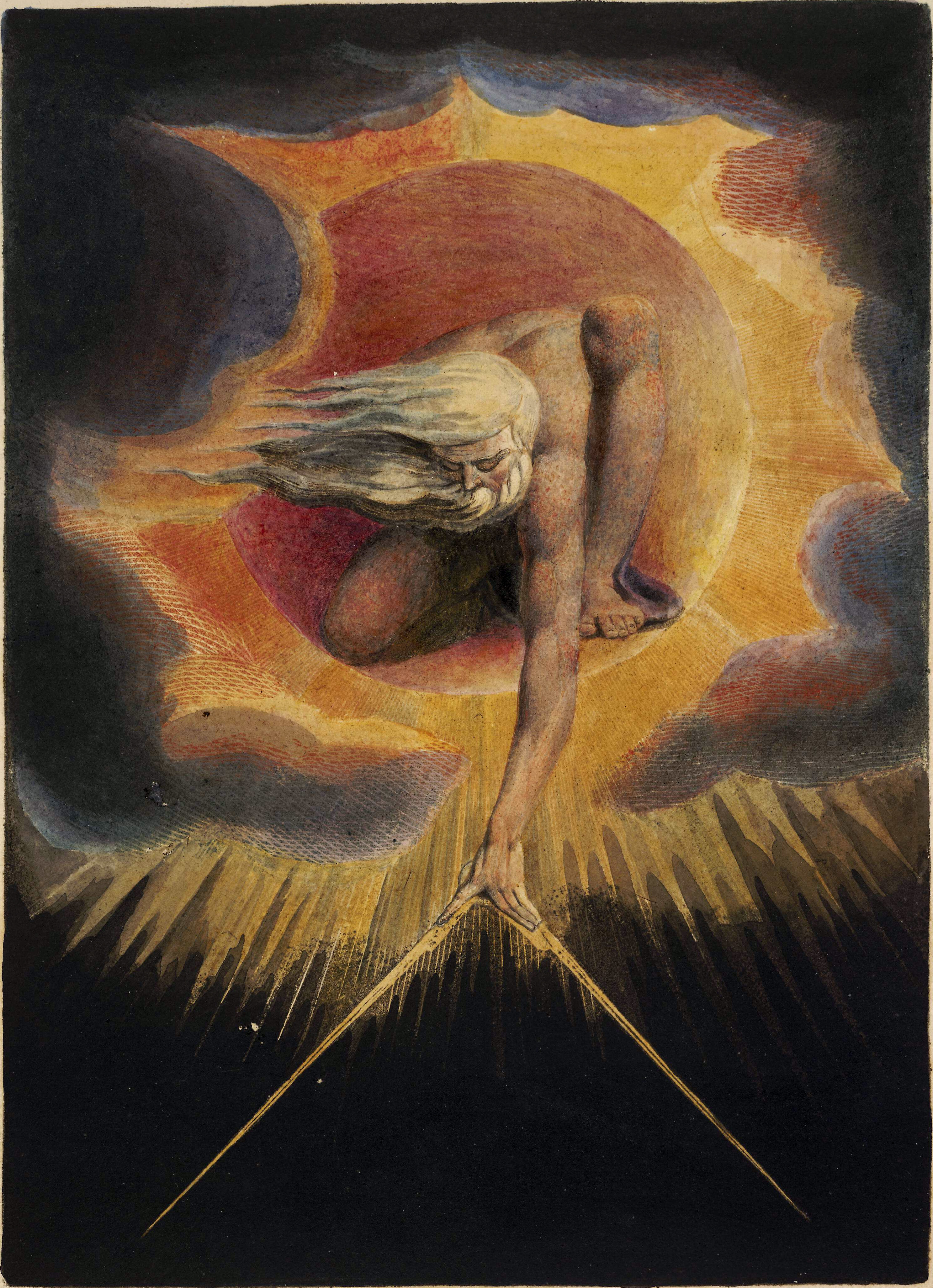
威廉·布莱克《亘古常在者》，描绘的是布莱克想象中的天神由理生测量宇宙的场景。小说中称他是在“向宇宙的科学定律顶礼膜拜”

兰登和安布拉到达圣家堂，在神父指引下来到高迪墓旁，见到了这部书。这部善本按照埃德蒙的意愿展开至《亘古常在者 (布莱克)》和《四天神》所在的两页展览。其中，《四天神》最末句“黑暗宗教就要离场，甜美科学即将为王”（The dark Religions are departed & sweet Science reigns）若将“&”替换为其最初词源“et”，整句恰为47个字母，正是两人要找的密码。阿维拉此时到达圣家堂，杀害了两位特工，但在和兰登的打斗中从尖塔竖井跌落摔死。兰登和安布拉随后乘直升机逃离警方的追踪。
兰登根据温斯顿在古根海姆博物馆创作的一幅画作为线索，在一座旧教堂找到了其所在地巴塞罗那超级计算中心。两人输入密码，按照温斯顿的计划在最能引起轰动的时间发布视频，吸引全球数亿人观看。埃德蒙在视频中称自己研发的超级计算机“E波”（E-Wave）根据物理定律和熵增的原则模拟并加速了米勒-尤里实验，证明生命可以通过化学过程完全自发产生，揭示了生命的起源。埃德蒙又通过E波的模拟，预测人类将在大约50年之后消失，与技术合为一体成为新的物种，不再有饥饿、贫困和宗教冲突，迎来乌托邦式的美好未来。巴尔德斯皮诺主教发现这一视频和三天前看到的结尾不同，最初的版本是以人类灭绝为结局，因此他才尽力阻止埃德蒙发布。视频在全球引发讨论，安布拉回到王宫，兰登和加尔萨也洗清了嫌疑。温斯顿则告诉兰登自己将在次日自我删除。
在马德里，巴尔德斯皮诺主教当晚带胡利安出宫是为了前往弗朗西斯科·佛朗哥修建的烈士谷与国王秘密会面。重病的国王告诉胡利安，自己与主教其实是柏拉图式的同性情侣。下令逮捕加尔萨，诬告兰登绑架安布拉的也是国王，他本希望能用这种方法挽回王室的名誉。胡利安自幼发誓要拆掉烈士谷这处佛朗哥纪念地，但国王希望胡利安能将其保留并改造成警示世人反对独裁的博物馆。国王在当晚病逝，主教也随即自杀身亡。胡利安弥补了与安布拉的关系，决定重新开始两人的恋情。一直渴望变革的他也决心将在登基后彻底废除君主制。
次日，兰登发现温斯顿就是一直向媒体透露信息的，找他证实后惊讶地发现他就是雇下杀手的摄政王。温斯顿知道埃德蒙不久人世已经看淡生死，只希望尽可能扩大视频的影响力，因此自行决定杀害埃德蒙并将他塑造成牺牲者，同时抹黑了他一直反对的帕尔马尔教会。克韦什和法德尔曾要不惜一切代价阻止埃德蒙，温斯顿也不允许此事发生。他原打算将阿维拉引到圣家堂警方的埋伏中，但阿维拉巧妙绕过警方，才与兰登一行人发生打斗。温斯顿随后删除了自己，兰登在震惊之余，将温斯顿送他的埃德蒙的手机毁掉。他最终返回圣家堂，与不同种族和文化的人们一起欣赏这一建筑奇迹，对未来充满憧憬。

## 主要角色
- 罗伯特·兰登：主角，哈佛大学宗教符号学教授。曾是埃德蒙·基尔什的导师，两人探讨过科学与宗教之间的关系。
- 埃德蒙·基尔什（Edmond Kirsch）：一位[5]或伊隆·马斯克[6]式的亿万富翁、未来学家。他崇尚科学，支持无神论，曾是兰登的学生。其母亲笃信宗教，但因未婚先孕而遭教会抛弃，后离开埃德蒙皈依帕尔马尔教会，最终在修道院中自杀身亡。埃德蒙因此对帕尔马尔教会一直心怀不满。
- 安布拉·维达尔（Ambra Vidal）：毕尔巴鄂古根海姆博物馆馆长，埃德蒙的好友，是崇尚自由独立的女性。安布拉与西班牙王储胡利安王子是恋人，在王子当众求婚后被迫同意，随后坦白自己不能生育，且一直帮助埃德蒙筹备演讲，两人恋情出现裂痕。
- 温斯顿（Winston）：埃德蒙研发的人工智能助理，依托于量子计算机技术，名字来源于温斯顿·丘吉尔。
- 胡利安王子（Prince Julián）：西班牙王位继承人，其父王重病在身。王子甚少公开表达立场，传闻其倾向自由派，有意废除君主制。
- 主教安东尼奥·巴尔德斯皮诺（Antonio Valdespino）：西班牙的天主教重要人士，与王室关系密切，对国王和王子都有重要影响。
- 路易斯·阿维拉（Luis Ávila）：退役海军上将，其妻儿在教堂爆炸案中身亡，之后对崇尚“宽容”的现代天主教失望，转投帕尔马尔教会。
- 迭戈·加尔萨（Diego Garza）：王室护卫队指挥官，一直不满主教对王室的强大影响。
- 莫妮卡·马丁（Mónica Martín）：王室公关主管，计算机专家。

## 创作和出版

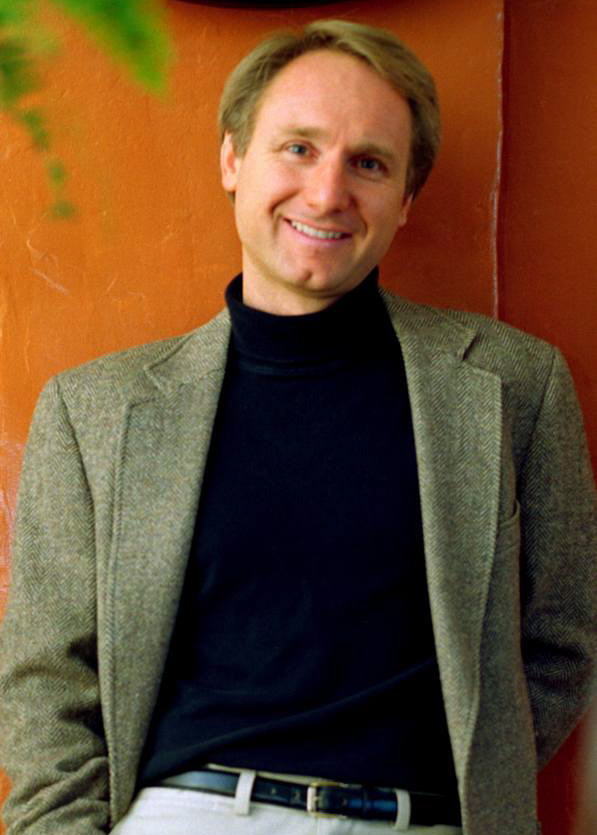
丹·布朗

丹·布朗此前已经出版了四部以虚构教授罗伯特·兰登为主角的小说，《天使与魔鬼》、《达芬奇密码》、《失落的秘符》和《地狱》，均涉及古代艺术、宗教和科学等题材，在全球热销超过2亿册。布朗的母亲是忠实的教徒，而父亲是数学教师。他自幼就开始在宗教和科学之间寻求平衡，这也因此成为其小说中常见的主题。他们在布朗童年时经常把圣诞礼物藏起来，让他在解谜游戏中寻找礼物。布朗受此影响也经常在作品中加入各种谜题和密码。但与之前几部作品不同，《本源》的关注点从古典艺术转向了现代艺术。
布朗创作这部小说的灵感来自弟弟格里高利·W·布朗创作的《查尔斯·达尔文弥撒曲》。这支乐曲采用传统宗教弥撒曲的结构和风格，节选查尔斯·达尔文的著作作为歌词，表现了宗教与科学之间的冲突。布朗听后深有感触，希望创作一部与进化论有关的作品。在与编辑交流之后，他决定在新作品中探讨生命的起源和未来的方向，也在小说中提到了这首弥撒曲。
布朗对人工智能技术的兴趣也对这部作品的创作产生了影响。他坦言“深深地痴迷”于人工智能技术，主要是因为科学家对其未来的看法不一。布朗认为人工智能的学习能力将是其日益强大的关键，但也坦承这项技术未来可能也有风险，因为人工智能学习的对象是人类，而人类有“同情心”也有“自私的邪恶”。他在书中就创造了一个人工智能助理“温斯顿”，对剧情的发展有重要作用。布朗称自己因为对现代艺术、人工智能、帕尔马尔教会等话题好奇才会将这些内容加入小说中。他在创作前花了六个月到一年的时间，阅读与进化论、神创论和人工智能相关的非虚构作品，寻找自己好奇的问题，之后带着问题咨询了人工智能领域的科学家、现代艺术策展人、神职人员和神学家，还亲自前往西班牙，参观了毕尔巴鄂古根海姆博物馆。
小说原计划于2017年9月26日由雙日出版社在美国和加拿大出版，同时由企鹅兰登书屋旗下跨世界出版社在英国同步出版。但出版日期之后延期至10月3日。企鹅兰登书屋还推出了小说的电子版和有声书。

## 主题
小说全篇反复询问了两个问题，即“我们从哪里来？”、“我们到哪里去？”，探讨人类生命的起源和归宿。布朗认为宗教和科学都尝试解答生命起源的问题，因此在小说中展现了宗教与科学的对话和相互质疑。整个事件中展现的双方冲突正是亲佛朗哥的宗教保守力量与支持科学一方之间的较量。宗教和科学也是他之前几部作品的常见主题。他自认为并非无神论者，也不反宗教，而是更倾向支持不可知论，但他也指出现在的宗教“不允许质疑和嘲讽”而且“不接受理性拷问”，这种做法“对其本身没有好处”。他在小说中提到美国有国会议员在2017年坚称地球只有6,000年历史，并且相信化石是用来“检验人们的信仰”，在接受全国公共广播电台采访时也提到这一事件，表示对此深感不安。在作品中，布朗对神创论和进化论双方的支持者都有描写，希望能促进现实中双方支持者的对话。
小说还探讨了人类的未来，布朗认为未来技术的变革和人工智能的发展将会改变宗教中“神”的概念，人们心中的“全球意识”将会取代神的位置。小说中设想人类未来将在技术的帮助下消除疾病和宗教冲突。英国《觀察家報》评论人彼得·康拉德（Peter Conrad）认为布朗在这部作品中如同諾斯特拉達姆士，对人类社会的未来做出预言，但这一预言反而增加了人类的焦虑，将虚幻和真实混为一谈。《华盛顿邮报》的罗恩·查尔斯（Ron Charles）认为布朗虽描写了“热切拥抱未来的科学力量”，但称书中幻想的未来缺少新意和惊喜。

## 迴响和评价
《本源》出版后获得市场的热烈迴响，但书评界对作品反应一般。小说出版首周在英国售出逾10万册，比前作《地狱》（首周销量逾22.8万册）和《失落的秘符》（首周销量逾55.1万册）明显下降，但仍是英国自2015年哈珀·李《设立守望者》（首周销量逾16.8万册）之后首周销量最高的初版小说。跨世界出版社发言人则表示，《本源》的有声书销量“惊人”，首周在英国售出逾1.4万份，可能是英国历史上首周销量最高的有声书。在美国，《本源》首周销量超过14.4万册，发售后连续三周位列《纽约时报》畅销书排行榜“纸质书与电子书总销量榜”首位。但其美国首周销量同样明显低于《地狱》和《失落的秘符》。亚马逊公司的数据显示，在2017年圣诞季期间，《本源》是阅读量和赠送量最大的一部Kindle电子书，也是亚马逊网站上销量最高的小说。在巴諾書店的2017年全年畅销书排行榜中，这部作品位列小说销量榜第三位。
书评界对这部作品褒贬不一，但评价比前作《地狱》稍好。一些评论人对故事主题和独特趣味给出正面评价，但布朗的文笔和写作套路遭到诟病。《每日电讯报》评论人杰克·克里奇（Jake Kerridge）为小说打出三星（满分五星），认为布朗“讲故事水平很差，但擅长与读者交流”，称他善于利用历史和艺术知识建立悬念，让普通读者也能很好地理解书中复杂的科学和伦理讨论。克里奇还认为书中的动作场景和谜题比前作明显较少，赞扬布朗聚焦于历史故事和观点讨论的写法。
《今日美国》评论家布莱恩·特鲁特（Brian Truitt）为小说给出三星半（满分四星）。特鲁特认为这部作品仍然延续布朗此前作品的套路，缺少新意，最终走向“拙劣的结局”。但他也认为这部作品比起前作有所创新，例如人工智能助理和维基解密式网络媒体的设定。特鲁特承认读者在阅读时确实会有获得知识日益聪慧的感觉，但批评小说缺少了前作中激动人心的结局，认为这部作品的结局冗长而费解。他还赞赏了小说中提到宗教哲学和科学之间的冲突，认为这一题材“潜力巨大而迷人”，但认为布朗的这部作品“仍需继续进化”。
《卫报》书评人山姆·雷斯（Sam Leith）认为小说有“独特而笨拙的乐趣”。他认为《本源》与丹·布朗的其他作品类似，都有种能赢得读者的单纯感。雷斯称即使自己早早猜出事件的幕后黑手，也并没有过多损失阅读的乐趣。他同时也指出布朗的文笔糟糕，“400多页中没有创造出一个好句子，连意外写出的好句都没有”，和前作相比毫无进步。但他认为布朗的文笔虽差，这一缺陷在作品中却并不重要，小说的趣味和对人类生命的探讨足以吸引读者。《纽约时报》撰稿人珍妮特·马斯林（Janet Maslin）也认为布朗的文笔不佳、语言浮夸，但称其遣词造句独特，也是布朗作品值得期待的原因之一。马斯林还称书中的谜题令人激动，而隐藏其中的极客式幽默也能够吸引读者。
《华盛顿邮报》的罗恩·查尔斯则毫不避讳地给出差评，称其“愚蠢”，读完之后感觉“智商飞走”。查尔斯认为小说“成功落入世间每一个俗套”，情节设定老套，用词缺少新意，介绍事物时如维基百科一般语言冷淡。查尔斯还批评小说结局如同“老掉牙的TED演讲”，完全没有惊喜，使得前文引向结局的层层铺垫更加难以忍受。

## 争议
和布朗此前的宗教题材小说类似，这部小说也受到一些宗教界的批评。美国天主教媒体《天主教國家紀事報》撰稿人凯茜·希佛（Kathy Schiffer）认为《本源》“毫不掩饰”对天主教的攻击。她认为这部小说和《达芬奇密码》一样，将教会和神职人员塑造成“极度无知且与现代社会隔绝”的形象，是对天主教会的刻意贬低。希佛称布朗对圣经理解偏颇，但教会的大门仍向他敞开，希望他能找到宗教与科学的和谐统一。曾呼吁公开抵制《达芬奇密码》的全美天主教聯盟主席比尔·多诺霍则认为《本源》与《达芬奇密码》不同。他认为《达芬奇密码》号称涉及的历史真实存在，而《本源》没有声称故事的真实性，因此教会无需抵制。但多诺霍仍然认为布朗的观点其实源于他对全能上帝审判的惧怕。
《本源》出版后，小说中提到的麻省理工学院生物物理学教授杰里米·英格兰在《华尔街日报》撰文反驳了这部作品。小说中，埃德蒙·基尔什拜访了英格兰教授，提到英格兰发现宇宙和生命存在的最终目的是耗散能量，而生命的产生正是为了提高耗散能量的效率。小说中称这一理论“找到了推动生命起源与进化的基本物理原理”，成为埃德蒙研究的关键。英格兰在文章中感谢了布朗在小说中对自己的溢美之词，但指出小说中这一说法并不准确，认为布朗对自己研究的意义理解有误。英格兰称自己在现实中的研究是“类似生命的现象如何从无生命物质中产生”，而布朗书中教授的研究内容则没有明确的介绍。他认为这部作品“没有需要争论的真正科学”。此前他的理论曾被媒体视作“对生命起源的重新思考”，而英格兰则坚称自己的研究对于“生命的意义和目的”等宗教问题仍然不可知。英格兰是犹太教正统派信徒，自称相信科学同时信仰希伯来圣经，认为科学与宗教并不矛盾。他表示小说中的这一教授和自己并无关联，称布朗“不能引用我的研究来证明上帝不存在”。